# Billy Sands
Pour les articles homonymes, voir Sands.
Billy Sands est un acteur et producteur américain, né le 6 janvier 1911 à New York, mort le 27 août 1984 à Los Angeles, d'un cancer du poumon.

## Filmographie

### Acteur
- 1955 : The Phil Silvers Show (série TV) : Pvt. Dino Paparelli
- 1959 : Keep in Step (TV) : Pvt Dino Paparelli
- 1962 : Sur le pont la marine ("McHale's Navy") (série TV) : Harrison "Tinker" Bell (1962-1966)
- 1964 : La Flotte se mouille (McHale's Navy) : Motor Machinist Mate Harrison 'Tinker' Bell
- 1965 : McHale's Navy Joins the Air Force : Motor Machinist Mate Harrison 'Tinker' Bell
- 1967 : The Reluctant Astronaut (en) d'Edward Montagne (en) : Man mopping floor in film
- 1971 : How to Frame a Figg : Bowling alley manager
- 1971 : The Bill Cosby Special, or? (TV) : Reporter
- 1971 : Ellery Queen: Don't Look Behind You (TV)
- 1972 : Evil Roy Slade (TV) : Randolph Sweet
- 1973 : The Harrad Experiment : Jack
- 1975 : Big Eddie (série TV) : Monte 'Bang Bang' Valentine
- 1976 : Rocky : Club Fight Announcer
- 1977 : Raid on Entebbe (TV) : Mr. Goldbaum
- 1977 : Drôle de séducteur (The World's Greatest Lover) : Guard
- 1977 : Le Grand frisson (High Anxiety) : Customer
- 1980 : Serial : Bartender
- 1981 : The Munsters' Revenge (TV) : Shorty

### Producteur
- 1967 : The Reluctant Astronaut (en)
- 1969 : The Love God? (en)